# Головатюк Олександр Давидович
Олександр Давидович Головатюк (15 червня 1922, Красноставці — 17 липня 2004, Москва) — радянський військовий, Герой Радянського Союзу, командир відділення 68-го окремого інженерного батальйону 3-го Українського фронту, сержант.

## Життєпис
Народився 15 червня 1922 року в селі Красноставці, Чемеровецького району, Кам'янець-Подільської нині — Хмельницької області, Україна в сім'ї селянина. Українець. Після закінчення 5 класів початкової школи працював у колгоспі.
У 1941 році був мобілізований до лав Радянської Армії. Служив в Південному, Північно-Кавказькому, 3-му Українському фронті, на посаді командира відділення 68-го окремого інженерного батальйону. Нагороджений знаком «Відмінний мінер».
Головатюк Олександр Давидович відзначився 26 вересня 1943 року при форсуванні Дніпра в районі с. Сошинівка Верхньодніпровського району Дніпропетровської області. За п'ять годин зробив вісім рейсів на човні і висадив десант у 75 осіб на правий берег Дніпра, а зворотними рейсами доставив в медсанбат вісім важко поранених бійців.
У 1945 році закінчив Московське військово-інженерне училище (прискорений курс), присвоєно звання молодшого лейтенанта. Звільнено в запас з лав Збройних Сил СРСР 06.15.1946 р Свою трудову діяльність розпочав у 1947 році і до 1986 року пропрацював на Московському шинному заводі.

## Нагороди
- Звання Героя Радянського Союзу присвоєно 22 лютого 1944 року з врученням ордену Леніна і медалі «Золота Зірка» (№ 1950).
- Орден Жовтневої Революції (20.04.1971).
- Орден Вітчизняної війни 1-го степеня (20.04.1971).